# Odette Hallowes
Odette Sansom Hallowes, nata Odette Marie Léonie Céline Brailly, nota anche come Odette Sansom e Odette Churchill, nome in codice Lisa, (Amiens, 28 aprile 1912 – Walton-on-Thames, 13 marzo 1995) è stata un'ufficiale e agente segreto francese naturalizzato britannico. 

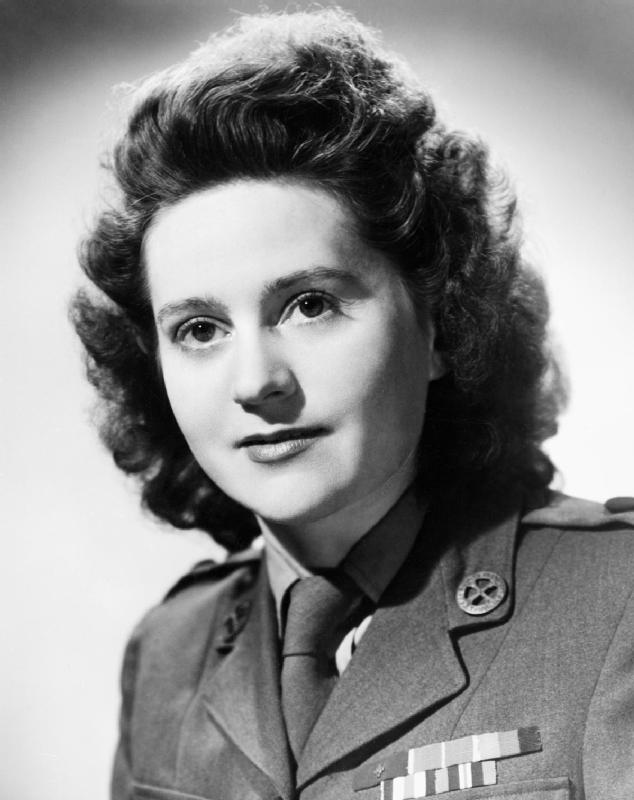
Odette Hallowes (1946).

Fu membro dei servizi segreti alleati durante la seconda guerra mondiale. È ricordata per i suoi atti eroici e per essere stata una delle donne più decorate del conflitto.

## Biografia
Odette Marie Léonie Céline Brailly nacque ad Amiens, in Francia, il 28 aprile 1912; suo padre Florentin Désiré Eugène Brailly era impiegato, mentre sua madre, Emma Rose Marie Yvonne Quennehen, era modista di professione. Il padre morì durante la battaglia di Verdun nel 1918.
Nel 1931 conobbe e sposò a Boulogne-sur-Mer l'inglese Roy Patrick Sansom (1911–1957), col quale si spostò in Gran Bretagna e dal quale ebbe tre figlie.
Entrò in contatto con i membri della Special Operations Executive con l'intento di operare come agente segreto, conducendo operazioni di spionaggio e sabotaggio in Europa, in particolare nelle aree occupate dalle potenze dell'Asse. Si occupò inoltre di paracadutare armi ed equipaggiamenti provenienti dall'Inghilterra e destinati ai vari gruppi di resistenza, in particolare in Francia. Tornò in Francia il 2 novembre 1942 e lavorò dapprima come corriere agli ordini di Peter Churchill (che poi divenne suo marito). Nel gennaio del 1943, per sfuggire all'arresto, si spostò col marito presso Annecy. I due coniugi vennero comunque arrestati il 16 aprile 1943 dal cacciatore di spie Hugo Bleicher e Odette venne spedita per il resto del conflitto al campo di concentramento di Ravensbrück dove sopportò anche brutali interrogatori nel tentativo di estorcerle nomi di altri suoi collaboratori.
Riuscì a resistere e venne infine liberata. Fu insignita della George Cross, la più alta onorificenza civile britannica, nominata cavaliere dell'ordine imperiale britannico e della Legion d'onore. E' considerata una delle donne più decorate della Seconda guerra mondiale.

## Riconoscimenti
Nel 2012, un francobollo con il suo ritratto è pubblicato dalla Royal Mail.